# Charles George Vivian Tryon, 2nd Baron Tryon
Charles George Vivian Tryon, 2nd Baron Tryon GCVO, KCB, PC, DSO, britanski general, * 24. maj 1906, † 9. november 1976.
Med letoma 1952 in 1971 je bil Keeper of the Privy Purse (dobesedno Nosilec zasebne denarnice) in Treasurer to the Queen (dobesedno Blagajnik pri kraljici) v službi kraljice Elizabete II. Britanske.